# 60式122毫米加农炮
60式122毫米加农炮是中华人民共和国于1950年代末年设计生产的一款野战加农炮，该炮系在苏制D74加农炮的基础上改进而来，于1960年生产定型，装备解放军炮兵部队。60式加农炮装备部队后大量列装师属和军属炮兵部队，以取代老旧的苏制加农炮。作战时编入炮兵预备役部队，用于抗登陆作战或配置在纵深地域对抗敌人炮兵和装甲部队，杀伤敌人有生力量。目前已经逐步退役，转而装备预备役部队。